# العلاقات النرويجية المارشالية
العلاقات النرويجية المارشالية هي العلاقات الثنائية التي تجمع بين النرويج وجزر مارشال.

## مقارنة بين البلدين
هذه مقارنة عامة ومرجعية للدولتين:
| وجه المقارنة                                              | النرويج                                                   | جزر مارشال                     |
| --------------------------------------------------------- | --------------------------------------------------------- | ------------------------------ |
| المساحة (كم2)                                             | 385.21 ألف                                                | 181                            |
| عدد السكان (نسمة)                                         | 5.33 مليون                                                | 53.13 ألف                      |
| الكثافة السكانية (ن./كم²)                                 | 13.84                                                     | 29.35 ألف                      |
| العاصمة                                                   | أوسلو                                                     | ماجورو                         |
| اللغة الرسمية                                             | بوكمول، لغات السامي، نينوشك، اللغة النرويجية              | لغة إنجليزية، اللغة المارشالية |
| العملة                                                    | كرونة نروجية                                              | دولار أمريكي                   |
| الناتج المحلي الإجمالي (بليون دولار)                      | 398.83 مليار                                              | 199.40 مليون                   |
| الناتج المحلي الإجمالي (تعادل القوة الشرائية) بليون دولار | 322.23 مليار                                              | 207.25 مليون                   |
| الناتج المحلي الإجمالي الاسمي للفرد دولار أمريكي          | 74.40 ألف                                                 | 3.38 ألف                       |
| الناتج المحلي الإجمالي للفرد دولار أمريكي                 | 65.61 ألف                                                 | 3.80 ألف                       |
| مؤشر التنمية البشرية                                      | 0.944                                                     |                                |
| رمز المكالمات الدولي                                      | +47                                                       | +692                           |
| رمز الإنترنت                                              | .no                                                       | .mh                            |
| المنطقة الزمنية                                           | ت ع م+01:00، ت ع م+02:00، توقيت وسط أوروبا، أوروبا/أوسلو ‏ | ت ع م+12:00                    |

## منظمات دولية مشتركة
يشترك البلدان في عضوية مجموعة من المنظمات الدولية، منها:
| علم المنظمة | اسم المنظمة                   | تاريخ انضمام النرويج | تاريخ انضمام جزر مارشال |
| ----------- | ----------------------------- | -------------------- | ----------------------- |
|             | البنك الدولي للإنشاء والتعمير | 27 ديسمبر 1945       | 21 مايو 1992            |
|             | بنك التنمية الآسيوي           | 1966                 | 1990                    |
|             | يونسكو                        | 4 نوفمبر 1946        | 30 يونيو 1995           |
|             | الاتحاد الدولي للاتصالات      | 1866                 | 22 فبراير 1996          |
|             | مؤسسة التمويل الدولية         | 20 يوليو 1956        | 23 سبتمبر 1992          |
|             | منظمة الشرطة الجنائية الدولية | ?                    | ?                       |
|             | الأمم المتحدة                 | 27 نوفمبر 1945       | 17 سبتمبر 1991          |
|             | مؤسسة التنمية الدولية         | 24 سبتمبر 1960       | 19 يناير 1993           |
|             | منظمة حظر الأسلحة الكيميائية  | ?                    | ?                       |

## وصلات خارجية
- موقع وزارة الخارجية النرويجية